# كيفن بال
كيفن بال (بالإنجليزية: Kevin Ball)‏ (12 نوفمبر 1964 في المملكة المتحدة - ) هو مدرب كرة قدم ولاعب كرة قدم بريطاني في مركزي الوسط وقلب الدفاع. لعب مع كوفنتري سيتي ونادي بورتسموث ونادي بيرنلي ونادي سندرلاند ونادي فولهام.

## وصلات خارجية
- كيفن بال على موقع قاعدة بيانات كرة القدم.إي يو (الإنجليزية)
- كيفن بال على موقع Soccerbase.com (لاعب) (الإنجليزية)
- كيفن بال على موقع Soccerbase.com (مدرب) (الإنجليزية)
- كيفن بال على موقع عالم كرة القدم.نت (الإنجليزية)